# Éric Joisel
Éric Joisel (15. listopadu 1956 – 10. října 2010) byl francouzský origamista, specializující se na metodu mokrého skládání. Skládáním papíru s použitím vody, bez pomoci lepidel nebo nůžek, vytvářel figurativní umělecké objekty.

## Životopis
Joisel se narodil 15. listopadu 1956 ve francouzském Montmorency, severním pařížském předměstí v departementu Val-d'Oise, předtím, než se začal věnovat umění, studoval historii a práva. V počátcích svého uměleckého života pracoval s hlínou a kamenem. Zemřel 10. října 2010 v Argenteuil.
V 80. letech 20. století se seznámil s jedinečným dílem Akiry Jošizawy, japonského velmistra origami. V roce 1987 měl první výstavu.
Od roku 1992 se Joisel plně a profesionálně zabýval origami. Jednotlivým dílům věnoval ohromné množství času a úsilí, proto, i když byl vyhledáván sběrateli i vystavován například v Louvru, nikdy uměním nezbohatl. Mezi jeho nejznámější díla patří kolekce postav komedie dell'arte nebo trpasličích muzikantů. Velmi známou se mezi origamisty stala i jeho krysa. Krom vlastní tvorby se intenzivně věnoval vyučování i propagaci umění skládání z papíru.

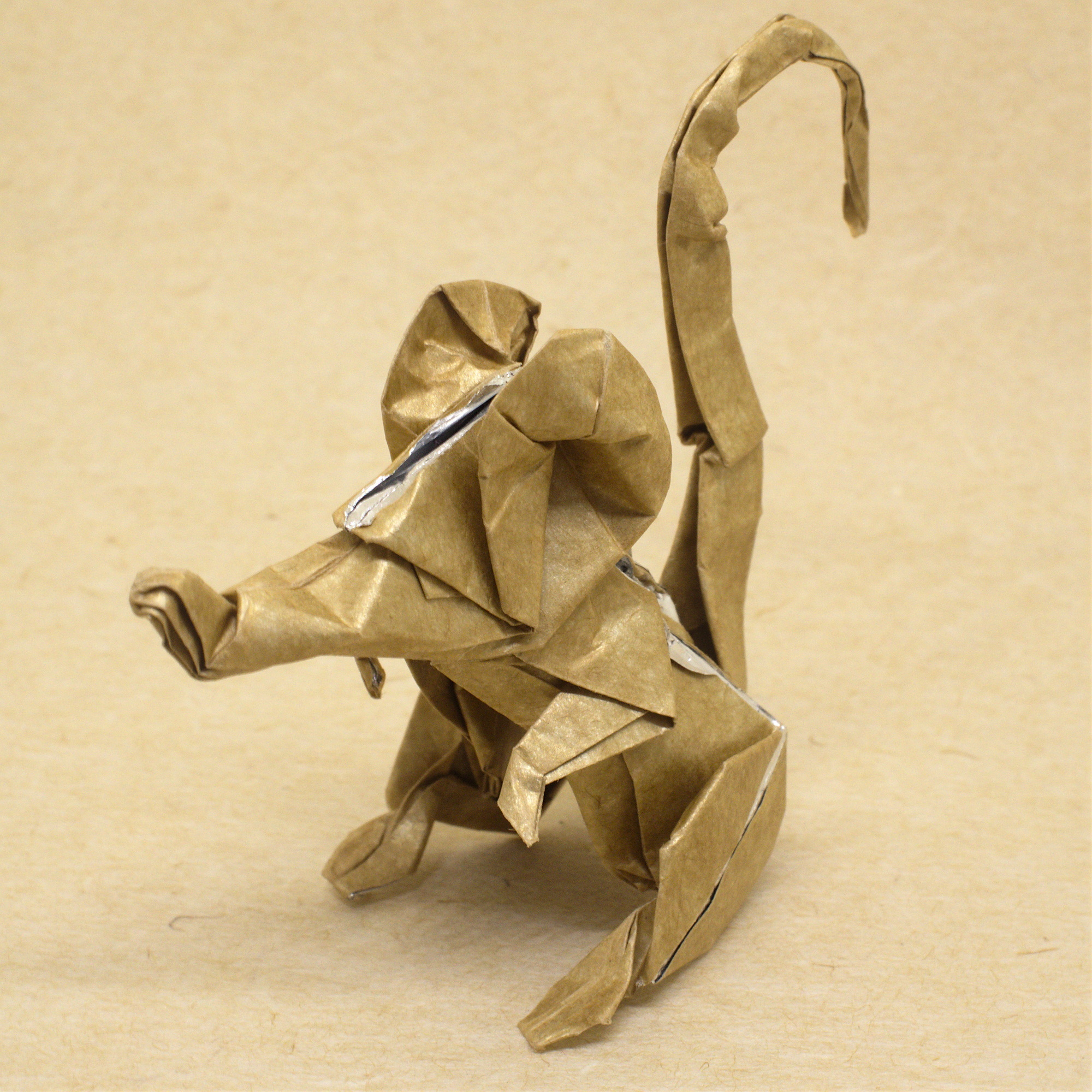
Origami krysa, autor Eric Joisel

U některých svých děl publikoval diagramy, Crease Paterns nebo dokonce komentované postupy a poznámky, jak je vytvořit. Podstata jeho umění však zůstává nenapodobitelná.
Pracoval s rozličnými druhy papíry i materiály, často papíry laminoval, klížil, natíral nebo šepsoval před či po skládání, avšak věnoval se i tvorbě z čistého morušového papíru, zejména v posledních letech před smrtí.
Éricu Joiselovi se věnuje dokumentární film Between the Folds (volně přeloženo Mezi sklady) Vanessy Gould z roku 2009.

### O své práci prohlásil
“Origami je velmi obtížné. Když se mne lidé ptají, kolik času mi zabralo nějaké dílo, odpovídám, že 35 let, protože tak dlouho trvalo, než jsem se dostal na potřebnou úroveň. Předtím, než jsem začal s papírem, jsem pracoval s hlínou, kamenem a dřevem. Dávám přednost lidským postavám před zvířaty. Předtím, než jsem se vůbec pokusil o poskládání celé postavy, věnoval jsem se celé roky maskám a tvářím. Šlo o víc než jen o tvorbu, byl to proces vdechování života do papíru. Především však šlo o neustálé improvizování činící každý model nezaměnitelným. V tom se to lišilo od tradičního origami, kde je každý krok jednoznačně definován tak, aby 'skladatelé' mohli vytvořit přesnou kopii. Všechny mé modely jsou zcela jedinečné." 